# James Norwood
James Thomas Norwood (Eastbourne, Inglaterra, 5 de septiembre de 1990) es un futbolista inglés que juega como delantero para el Oldham Athletic de la English Football League One, y que jugó anteriormente para el Exeter City F. C. , Forest Green Rovers F. C., Tranmere Rovers F. C. y el Ipswich Town F. C.

## Trayectoria

### Exeter City
Firmó con el Exeter City junto con otros nueve jugadores, el 25 de julio de 2009. Hizo su debut en la derrota 2-1 ante el Leeds United el 8 de agosto de 2009 en la English Football League. El entrenador del Exeter City, Paul Tisdale, comentó sobre su debut diciendo: "Es notable que Norwood debería estar en el campo después de solo unirse a nosotros hace unas semanas. Hizo unos 20 minutos realmente buenos y mostró algunos toques reales de conocimientos, tiene un futuro brillante para él".

### Cedido al Sutton United
Fue cedido al Sutton United de la División Premier de la Liga Isthmian desde el 21 de noviembre de 2009 hasta enero de 2010. Norwood anotó su primer gol para Sutton el 12 de diciembre de 2009 contra Kingstonian.

### Cedido al Forest Green Rovers
En agosto de 2010, se unió al Forest Green Rovers cedido por el Exeter City. Norwood impresionó en su primer mes con el club. Marcó su primer gol en el minuto 38 para Forest Green Rovers en una derrota por 4-3 ante el Eastbourne Borough y en el minuto 42 fue expulsado por doble tarjeta.
El 31 de diciembre de 2010 se unió a Eastbourne Borough en préstamo. Hizo su debut para el club el 1 de enero de 2011, jugando todo el partido contra Crawley Town perdiendo brutalmente 3-1 con el único gol de su equipo de Dan Walker y un gol de Ben Smith y doblete (uno de penal) de Matt Tubbs para el Crawley Town F. C..
En mayo de 2011, Exeter City F. C. anunció que no se le ofrecería un nuevo acuerdo al final de la temporada.

### Forest Green Rovers
Norwood anunció en Twitter en junio de 2011 que regresaría a Forest Green Rovers con un acuerdo permanente. Norwood regresó de su lesión como suplente en la segunda mitad el 26 de noviembre de 2011 contra el York City y anotó en el último minuto para empatar. Marcó su primer hat-trick para Forest Green Rovers el 1 de enero de 2013 en una victoria por 5-0.
El 11 de febrero de 2013 Norwood firmó una nueva extensión de dos años de su contrato con el Forest Green Rovers. Marcó su segundo triplete con el club el 12 de febrero de 2013 en una victoria por 4–1 contra Braintree Town. Una impresionante campaña de 2012-13 para Norwood lo vio ganar el premio al Jugador del Año al final de la temporada. Hizo su aparición en la liga número cien para Forest Green el 21 de septiembre de 2013 en una derrota ante Cambridge United. Terminó la temporada 2013-14 como máximo goleador del club por segunda temporada consecutiva con 19 goles. Marcó su primer gol de la campaña 2014-15 en un empate 1–1 contra Welling United el 30 de agosto de 2014.
El 7 de febrero de 2015, salió de la banca para anotar el definitivo 2-1 sobre Grimsby Town, que lo vio sobrepasar a Yan Klukowski al convertirse en el

### Tranmere Rovers
El 13 de mayo de 2015, Norwood firmó un contrato de 2 años con el Tranmere Rovers⁣. Las primeras semanas de Norwood con Tranmere se vieron acosadas por problemas de lesiones, pero finalmente encontró la red por primera vez contra el Chester City a mediados de septiembre. Norwood anotó 9 goles en el turno del año. A pesar de que Norwood anotó 18 goles en 38 partidos en la liga, en 2015-16 Tranmere terminó en el sexto lugar perdiendo por poco los puestos de playoff de la National League.
La segunda temporada de Norwood  anotando 4 goles en los primeros 3 juegos de la temporada. Sin embargo, este parche morado no duró mucho, ya que Norwood logró solo 1 gol en los siguientes 8 juegos. Entre septiembre y mediados de abril, mientras Tranmere luchaba por el primer puesto con el Lincoln City, Norwood anotó 6 goles. A mediados de diciembre, con su contrato que expirará al final de la temporada, Norwood firmó una extensión de contrato de dos años y medio, manteniéndolo en Prenton Park hasta junio de 2019. Norwood terminó la temporada 2016-17 con 5 goles en la misma cantidad de juegos, incluyendo uno en cada etapa de la semifinal de play-off contra Aldershot . .El único juego de los últimos cinco en los que Norwood no anotó fue la final de play-off de la National League, que terminó en una derrota por 3-1 para el Tranmere.
La temporada 2017-18 se convirtió en la temporada más exitosa de Norwood hasta ahora. Norwood logró solo 1 gol desde sus primeros 9 juegos y fue expulsado en el primero de ellos por un codazo contra Torquay. Norwood terminó la temporada con 24 goles y 11 asistencias en todas las competiciones, terminando tercer máximo goleador de la National League, el máximo goleador fue el formidable compañero de ataque de Norwood, Andy Cook. Dos de estos goles llegaron en las semifinales de play-off. El 12 de mayo  de 2018, Norwood anotó el gol del triunfo en la final de play-off contra Boreham Wood en Wembley para asegurar el regreso del club a la English Football League después de tres años de ausencia.

## Estadísticas
Actualizado al último partido disputado el 1 de enero de 2025.
| Club                              | País       | Año       | Partidos | Goles |
| --------------------------------- | ---------- | --------- | -------- | ----- |
| Eastbourne Town F. C.             | Inglaterra | 2008-2009 | 16       | 9     |
| Exeter City F. C.                 | Inglaterra | 2009-2011 | 4        | 0     |
| Sutton United F. C. (cedido)      | Inglaterra | 2009-2010 | 13       | 3     |
| Eastbourne Borough F. C. (cedido) | Inglaterra | 2011      | 4        | 0     |
| Forest Green Rovers F. C.         | Inglaterra | 2011-2015 | 160      | 50    |
| Tranmere Rovers F. C.             | Inglaterra | 2015-2019 | 165      | 82    |
| Ipswich Town F. C.                | Inglaterra | 2019-2022 | 88       | 28    |
| Barnsley F. C.                    | Inglaterra | 2022-2023 | 49       | 12    |
| Oldham Athletic F. C.             | Inglaterra | 2023-     | 59       | 23    |